# Litke (Hungria)
Litke é um município da Hungria, situado no condado de Nógrád. Tem 18,16 km² de área e sua população em 2015 foi estimada em 876 habitantes.